# Mamadouba Toto Camara
Pour les articles homonymes, voir Camara.
Le général Mamadouba Toto Camara, mort le 23 août 2021 à Conakry, est une personnalité militaire et politique guinéenne, ancien chef d'État-major de l'Armée de terre, nommé ministre de la sécurité et de la protection civile dans le premier gouvernement formé après le coup d'État de décembre 2008.

## Parcours professionnel
Ancien attaché militaire de l'Ambassade de Guinée aux États-Unis et chef d'État-major de l'Armée de terre de la Guinée.
Premier vice-président du conseil national pour la démocratie et le développement (CNDD), la junte militaire dirigée par le capitaine Moussa Dadis Camara qui prend le pouvoir en 2008, il est nommé quelques semaines plus tard Ministre de la sécurité et de la protection des civils.
Il était le représentant de la junte aux funérailles du président Lansana Conté le 26 décembre 2008. Il s'est ensuite rendu en tournée dans les pays voisins du Mali, de la Guinée-Bissau et de la Sierra Leone pour rechercher un soutien au CNDD.